# مسجد أدينا
المسجد أدينا (بالبنغالية : আদিনা মসজিদ) هو مسجد يعود إلى القرن الرابع عشر الميلادي , يقع في منطقة مالدا في ولاية بنغال الغربية في شرق الهند , كان ذلك في وقت من الأوقات أكبر مسجد في شبه القارة الهندية , بني خلال عصر سلطنة البنغال.

## البناء
تم بناء مسجد أدينا عام 1373 من قبل السلطان اسكندر شاه , وقد بناه اسكندر شاه السلطان الثاني من سلالة الياس , ومسجد أدينا هو واحد من أكبر المساجد التي تم بناؤها في شبه القارة الهندية وهو المسجد الوحيد في ولاية البنغال المبني من الأعمدة , تقع المسجد على بعد عشرين كيلومترا شمال مدينة مالدا وعلى طول الطرق الرئيسية المؤدية إلى شمال البنغال , وربما بنى السلطان المسجد على أنه إعلان حسي بصري على انتصاره على حاكم دلهي فيروز شاه توغلوغ , المسجد اليوم في معظمه يقع في حالة خراب بعد الأضرار لحقت به خلال الزلازل التي حصلت في القرون التاسع عشر الميلادي وأوائل القرن العشرين الميلادي .

## الانشاءات
يشبه المسجد في خطة بنائه الجامع الأموي (دمشق) , حيث بني من هيكل من الأعمدة المستطيلة مع فناء مركزي مفتوح , أما القياسات الخارجية فهي يقيس 154.3 متر طوليا و87 متر بشكل عرضي والجانب الأطول يمتد من الشمال إلى الجنوب , في حين أن مقياس الفناء فهو 130 متر بشكل طولي و45 متر بشكل عرضي , تقع قاعة الصلاة إلى جهة الغرب وتنقسم إلى جناحين متناظرين تفصل بينهما البلاطة الوسطى , قاعة الصلاة تحتوي على خمس ممرات , في حين تتكون الأديرة الشمالية والجنوبية والشرقية حول الفناء من الممرات الثلاثية , وفي المجموع تحتوي الممرات على 260 عمود و387 خلجان للقبة , أما المناطق الداخلية من الفناء في تحوي واجهة مستمرة مكونه من 92 قوس تعلوها المتاريس .

## تمرد سنتال
في أوائل القرن العشرين استولت قبائل سنتال وهم يحملون الأقواس والسهام على المسجد بعد مهاجمة المسلمين المحليين , وبقيادة جيتو سنتال أخذت الثورة المكان , ولكن سرعان ما تم قمعها من قبل الراج البريطاني بدعم المالك خان تشودري , وقتل جيتو في الصراع وتم استخراج قلبه , وعثر على رصاصة في جدران المسجد .